# Toi Toi Cup 2017-2018
Navigation
2016-2017 2018-2019
La Toi Toi Cup 2017-2018 a lieu du 29 septembre 2017 à Slaný au 9 décembre 2017 à Kolín. Elle comprend sept manches qui font toutes partie du calendrier de la saison de cyclo-cross masculine 2017-2018.

## Barème
Les 30 premiers de chaque course marquent des points pour le classement général suivant le tableau suivant :
| Position           | 1er | 2e | 3e | 4e | 5e | 6e | 7e | 8e | 9e | 10e | 11e | 12e | 13e | 14e | 15e | 16e | 17e | 18e | 19e | 20e | 21e | 22e | 23e | 24e | 25e | 26e | 27e | 28e | 29e | 30e |
| Classement général | 30  | 29 | 28 | 27 | 26 | 25 | 24 | 23 | 22 | 21  | 20  | 19  | 18  | 17  | 16  | 15  | 14  | 13  | 12  | 11  | 10  | 9   | 8   | 7   | 6   | 5   | 4   | 3   | 2   | 1   |

## Calendrier
| # | Date         | Course     |
| - | ------------ | ---------- |
| 1 | 29 septembre | Slaný      |
| 2 | 7 octobre    | Jabkenice  |
| 3 | 14 octobre   | Hlinsko    |
| 4 | 28 octobre   | Holé Vrchy |
| 5 | 11 novembre  | Uničov     |
| 6 | 2 décembre   | Milovice   |
| 7 | 9 décembre   | Kolín      |

## Hommes élites

### Résultats
| # | Date         | Lieu       | Vainqueur          | Deuxième       | Troisième          | Leader du classement général |
| - | ------------ | ---------- | ------------------ | -------------- | ------------------ | ---------------------------- |
| 1 | 28 septembre | Slaný      | Philipp Walsleben  | Adam Ťoupalík  | David van der Poel | Philipp Walsleben            |
| 2 | 7 octobre    | Jabkenice  | Tomáš Paprstka     | Adam Ťoupalík  | Marek Konwa        | Adam Ťoupalík                |
| 3 | 14 octobre   | Hlinsko    | Tomáš Paprstka     | Martin Haring  | Jan Nesvadba       | Tomáš Paprstka               |
| 4 | 28 octobre   | Holé Vrchy | Tomáš Paprstka     | Marek Konwa    | Jan Nesvadba       | Tomáš Paprstka               |
| 5 | 11 novembre  | Uničov     | Daan Soete         | Jan Nesvadba   | Tomáš Paprstka     | Tomáš Paprstka               |
| 6 | 2 décembre   | Milovice   | Marek Konwa        | Jan Nesvadba   | Tomáš Paprstka     | Tomáš Paprstka               |
| 7 | 9 décembre   | Kolín      | David van der Poel | Diether Sweeck | Tomáš Paprstka     | Tomáš Paprstka               |

### Classement général
| Pos | Coureur        | Points |
| --- | -------------- | ------ |
| 1   | Tomáš Paprstka | 201    |
| 2   | Jan Nesvadba   | 191    |
| 3   | Marek Konwa    | 165    |
| 4   | Martin Bína    | 144    |
| 5   | Emil Hekele    | 143    |
| 6   | Ondrej Glajza  | 140    |
| 7   | Michal Malík   | 128    |
| 8   | Jakub Šulc     | 119    |
| 9   | Martin Haring  | 96     |
| 10  | Lubomír Petruš | 95     |

## Femmes élites

### Résultats
| # | Date         | Lieu       | Vainqueur       | Deuxième              | Troisième            | Leader du classement général |
| - | ------------ | ---------- | --------------- | --------------------- | -------------------- | ---------------------------- |
| 1 | 28 septembre | Slaný      | Pavla Havlíková | Inge van der Heijden  | Jana Czeczinkarová   | Pavla Havlíková              |
| 2 | 7 octobre    | Jabkenice  | Pavla Havlíková | Karla Štěpánová       | Janka Keseg Števková | Pavla Havlíková              |
| 3 | 14 octobre   | Hlinsko    | Pavla Havlíková | Jana Czeczinkarová    | Karla Štěpánová      | Pavla Havlíková              |
| 4 | 28 octobre   | Holé Vrchy | Pavla Havlíková | Karla Štěpánová       | Nadja Heigl          | Pavla Havlíková              |
| 5 | 11 novembre  | Uničov     | Pavla Havlíková | Elizabeth Ungermanová | Janka Keseg Števková | Pavla Havlíková              |
| 6 | 2 décembre   | Milovice   | Pavla Havlíková | Adéla Šafářová        | Nikola Nosková       | Pavla Havlíková              |
| 7 | 9 décembre   | Kolín      | Nikola Nosková  | Pavla Havlíková       | Nikola Bajgerová     | Pavla Havlíková              |

### Classement général
| Pos | Coureuse              | Points |
| --- | --------------------- | ------ |
| 1   | Pavla Havlíková       | 209    |
| 2   | Nadja Heigl           | 178    |
| 3   | Elizabeth Ungermanová | 160    |
| 4   | Janka Keseg Števková  | 157    |
| 5   | Vendula Kuntová       | 148    |
| 6   | Kamila Janů           | 130    |
| 7   | Tereza Gargelová      | 129    |
| 8   | Magdalena Mišoňová    | 113    |
| 9   | Karla Štěpánová       | 113    |
| 10  | Nikola Bajgerová      | 103    |